# Rempliner Kirche

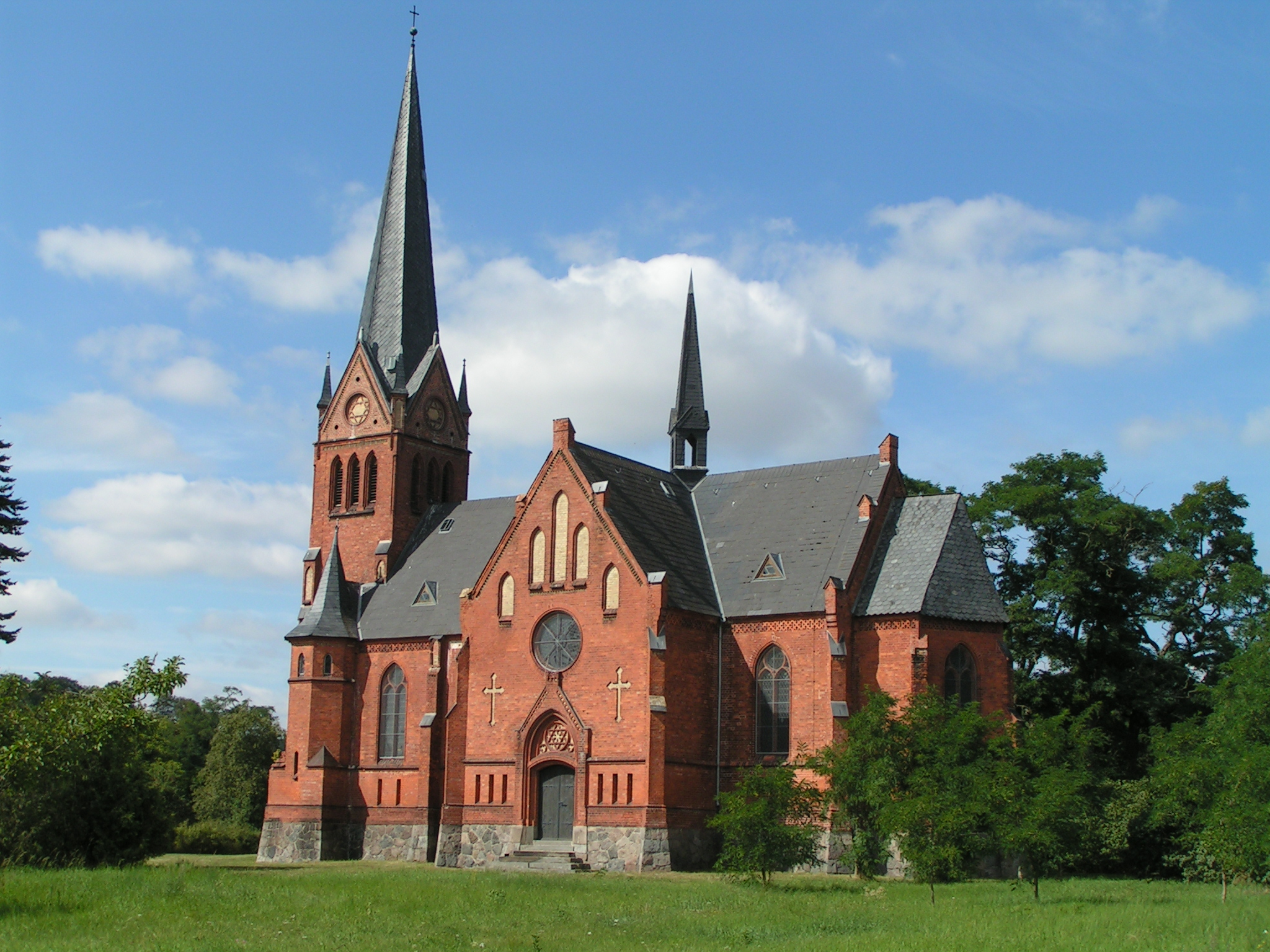
Rempliner Kirche

Die Rempliner Kirche in Remplin, einem Ortsteil von Malchin im Landkreis Mecklenburgische Seenplatte, stammt von 1878. Sie steht abseits des Schlosses auf einer Wiese am westlichen Dorfeingang. Die Kirche ist eine Kirche der Kirchengemeinde Hohen Mistorf in der Propstei Rostock im Kirchenkreis Mecklenburg der Evangelisch-Lutherischen Kirche in Norddeutschland (Nordkirche). Das Gebäude steht unter Denkmalschutz.

## Geschichte
Bis 1878 fanden die Gottesdienste in der heute als Ruine erhaltenen Kirche Alt Panstorf aus dem 14. Jahrhundert statt.
Den Neubau der Kirche stiftete Großherzoginmutter Marie, die Witwe des Großherzogs Georg von Mecklenburg-Strelitz, zur Erinnerung an ihre beiden kurz zuvor verstorbenen Kinder Georg, Hausherr auf Schloss Remplin, und Caroline.
Der verklinkerte Bau ist neogotisch, eine einschiffige Kreuzkirche auf einem Feldsteinsockel. Er trägt über der Vierung einen Dachreiter und zeigt einen eingerückten geraden Chor als Apsis. Das Gotteshaus wurde von 1875 bis 1878 nach Plänen von Georg Daniel (Schwerin) errichtet. An der Nord- und Südseite befinden sich Anbauten. Das Kirchenschiff hat eine hölzerne Deckenkonstruktion.
Der quadratische Westturm besitzt einen achteckigen, spitzen Helm, vier Schildgiebel mit Rosettenblenden sowie vier Eckfialen. An der Südseite des Turms steht ein weiterer kleiner Turm. Die älteste Glocke stammt von 1689.
Teile der Ausstattung stammen von der Kirche Alt Panstorf, so der Taufständer mit einem hölzernen Sockel und einem geflügelten Putto aus Bronze, der eine muschelförmige Taufschale trägt. Aus der Bauzeit stammen der Marmoraltar mit hölzernem Verschlag und maßwerkgeschmücktem Aufsatz, die geschnitzte Kanzel, das Gestühl und die zwei Emporen. Das Altarbild ist eine Kopie der Christusfigur in Raffaels Verklärung, gemalt 1877 von Herzogin Helene zu Mecklenburg-Strelitz.
Die Orgel auf der Westempore mit neugotischem Prospekt wurde 1879 vom Hoforgelbauer Friedrich Ludwig Theodor Friese (Friese III) gebaut.
Die Kirche gehört heute zur evangelisch-lutherischen Gemeinde Hohen Mistorf.
Von dem Architekten Daniel stammen als neue Kirchen auch die Pfarrkirche St. Marien (Friedland), Pfarrkirche St. Marien (Güstrow), Stadtkirche Hagenow, Stadtkirche Malchow. Penzlin sowie die Dorfkirchen Beseritz, Bristow, Buchholz bei Rostock, Groß Eichsen, Groß Quassow, Ivenack, Picher, Rostock-Toitenwinkel und Vietlübbe.